# Unternberg (Berg)
Der Unternberg ist ein 1425 Meter hoher Berg in den Chiemgauer Alpen 4 Kilometer südlich von Ruhpolding in Bayern.

## Geographie

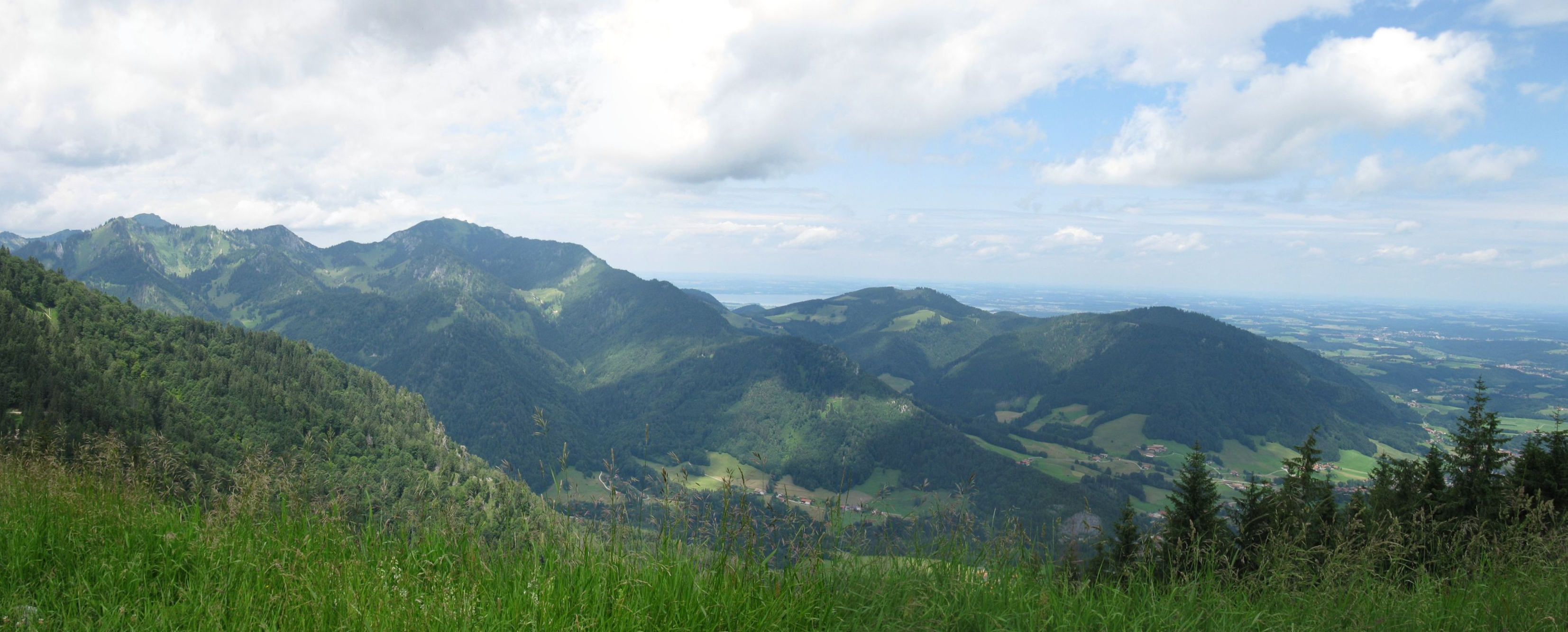
Sicht vom Unternberg auf den Hochfelln (links) und den Chiemsee (hinten).

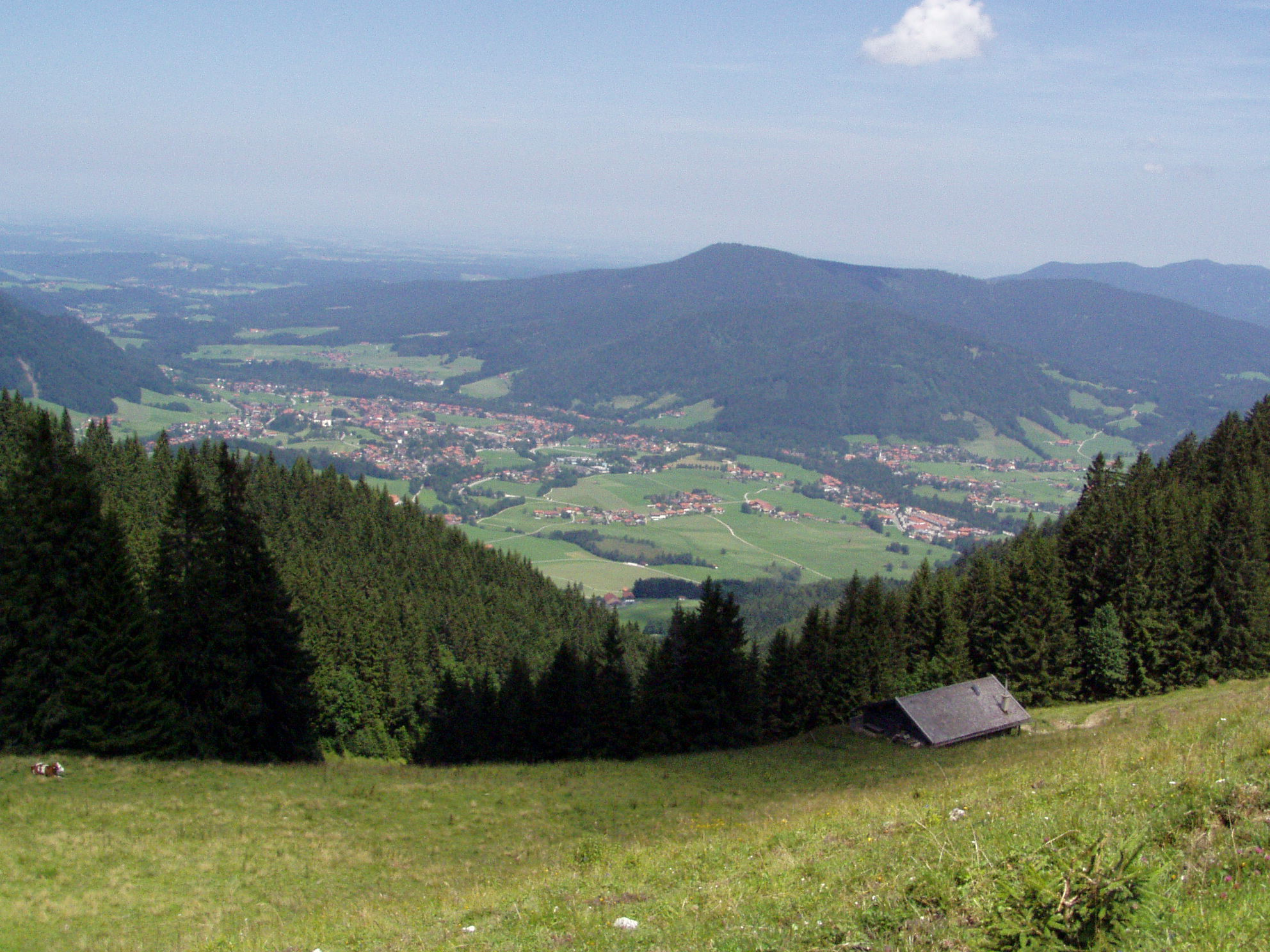
Blick in nordöstlicher Richtung auf Ruhpolding, Zeller Berg und die Flyschberge Zinnkopf und Teisenberg.

Das Unternberg-Massiv ist die östliche Verlängerung des etwas höheren Eisenbergs (1490 m), von dem es durch die 1337 Meter hohe Einsattelung an der Unternbergalm abgetrennt wird. Der Bergstock wird im Süden von der Seetraun und im Osten von der Weißen Traun umflossen und begrenzt. Nach Norden fällt er in den Ruhpoldinger Talkessel ab. In Ostnordost-Richtung besitzt der Unternberg eine Erstreckung von 2,5 Kilometern. Seine Breite in Nord-Süd-Richtung beträgt maximal 2,2 Kilometer. Dem eigentlichen Bergstock sind im Norden kleinere Hügel vorgelagert, wie der 798 Meter hohe Menkenberg im Nordosten oder das 919 Meter hohe Boiderköpfl östlich von Weingarten.
Die Südseite des Unternbergs weist außer dem Kühbachgraben und dessen linken Seitenarm keinerlei Wasserläufe auf. Die Ost- und Nordseite wird jedoch von zahlreichen Bächen und Gräben entwässert, wie beispielsweise dem Weingartengraben, der unterhalb des Sattels zwischen Eisenberg und Unternberg auf 1233 Meter Höhe entspringt und nach Norden zur Urschlauer Achen abfließt, oder dem Waicher Graben, der nach Osten zur Weißen Traun hin drainiert.

## Zugang und Erschließung
Der Unternberg ist entweder durch die 1971 erbaute Unternberg-Seilbahn oder durch eine leichte Bergwanderung über den Alten Weg zu erreichen. Neben der Seilbahnstation befindet sich die Unternbergalm-Gaststätte, die mittels einer Forststraße (Almstraße) von der Raffneralm (912 m) aus erschlossen ist. Die Raffneralm am Nordwestfuß des Unternbergs ist ebenfalls ein Gaststättenbetrieb. Die Bergwacht Bayern unterhält eine Hütte an der Unternbergalm, in deren Nähe ein Kreuz auf 1353 Meter Höhe steht. Weitere Diensthütten am Berg sind die Kühbach-Diensthütte (1013 m) auf der Südseite und die Schwendtboden-Diensthütte (1139 m) am Weingartengraben im Norden. Die Boideralm (1355 m) befindet sich südlich unterhalb der zwischen Gipfel und Sattel gelegenen Unternbergschneid, gefolgt von der etwas weiter hangabwärts liegenden Unternberg-Holzstube (1274 m).
Von der Unternbergalm besteht eine gute Sicht auf die Poschinger Wand, den Brandstein und den Hochfelln. Zudem bietet sich hier ein sehr guter Tiefblick auf Ruhpolding sowie den Chiemsee im Hintergrund. Von der Unternbergschneid sind der Hohe Göll und das Hohe Brett im Osten deutlich zu erkennen. Nach Süden schweift hier der Blick über die Geschoßwände hin zum Sonntagshorn und den Reifelbergen. Auf dem 1425 Meter hohen Gipfel des Unternbergs steht ein schindelbedachtes Monument. Wegen des Baumbestands ist die Aussicht hier eingeschränkt, es lässt sich jedoch der östlich benachbarte Rauschberg ausmachen.

## Geologie
Geologisch besteht der Unternberg aus zwei Hälften, da er in etwa mittig von der Deckenstirn der Staufen-Höllengebirgs-Decke des Tirolikums durchzogen wird. Überfahren wurde hierbei die den Nordteil des Berges einnehmende Lechtal-Decke des Bajuvarikums. Die tirolische Südseite des Berges baut sich aus ladinischem Wettersteinkalk auf, der in den Geschoßwänden westlich von Laubau sehr schön aufgeschlossen ist. Die Uberfahrungsfläche zwischen beiden Einheiten muss nach den Aufschlüssen am Ostende der Geschoßwände als steilstehend angesehen werden. Die Deckenstirn setzt sich dann ab Waich nach Nordosten versetzt im benachbarten Rauschberg fort.
Die Nordseite des Unternbergs wird von der Eisenberg-Schuppe gebildet – einer südlichen Untereinheit der Lechtal-Decke –, die entlang der Linie Raffneralm - Waich das Cenomanium der Lechtal-Decke (grobkörnige Sandsteine der Branderfleck-Formation) intern überschoben hat. Die Eisenberg-Schuppe ist recht komplex gebaut, weist sie doch ihrerseits Verfaltungen, Aufschiebungen und deutliche Querbrüche auf. Sie besteht vorrangig aus norischem Hauptdolomit mit eingefaltetem Oberrhätkalk, Jura und Unterkreide.
Am Gipfel des Unternbergs stehen Ost-West-streichende Aptychenschichten der Schrambach-Formation (Unterkreide bzw. Neokomium) an. Diese folgen sodann der Unternbergschneid nach Westsüdwesten bis zum Sattel an der Unternbergalm, an dem sie das Ostende der Oberwössener Mulde darstellen und außerdem tief bis herunter zur Schwendtboden-Diensthütte versetzt bzw. abgesenkt sind.
Insgesamt ist am Gipfel die eng stehende strukturelle Abfolge Mulde-Sattel-Mulde zu beobachten, der auf der Südflanke zwei kleinere Aufschiebungen folgen, bevor die tirolische Deckenstirn angetroffen wird. Diese zwei Spezialmulden nördlich der Geschoßwände könnten Aufsplitterungen der Oberwössener Mulde sein, während ihr Hauptteil von der Staufen-Einheit überfahren worden zu sein scheint.
Der eingefaltete Jura folgt auf Oberrhätkalk im Liegenden und zeigt die Abfolge Hierlatzkalk, Untere Allgäu-Formation (kann fehlen), Chiemgau-Schichten und Ruhpolding-Formation. Er wird sodann im Hangenden von der unterkretazischen Schrambach-Formation überdeckt. Die kleineren Aufschuppungen an der Südseite erfolgten im Niveau des Oberrhätkalks.

### Eiszeiten
Der Bergstock des Unternbergs wurde in den letzten beiden Kaltzeiten von Ferngletschern umflossen. An der Südseite zog der Seetraun-Gletscher vorbei, der sich bei Laubau mit dem Fischbach-Gletscher zum Weißtraungletscher vereinigte, welcher in den Ruhpoldinger Talkessel nach Norden einströmte. Im Nordwesten floss der Urschlauer Achen-Gletscher, der einen östlichen Abzweig des Tiroler Achen-Gletschers darstellte. Laut Klaus Doben (1970) erreichte das Ferneis am Nordrand des Bergstocks eine Höhe von 900 Meter, auf der Südseite jedoch bis zu 1100 Meter. Es stand hier somit knapp 400 Meter über der heutigen Talhöhe der Seetraun.

### Tektonik

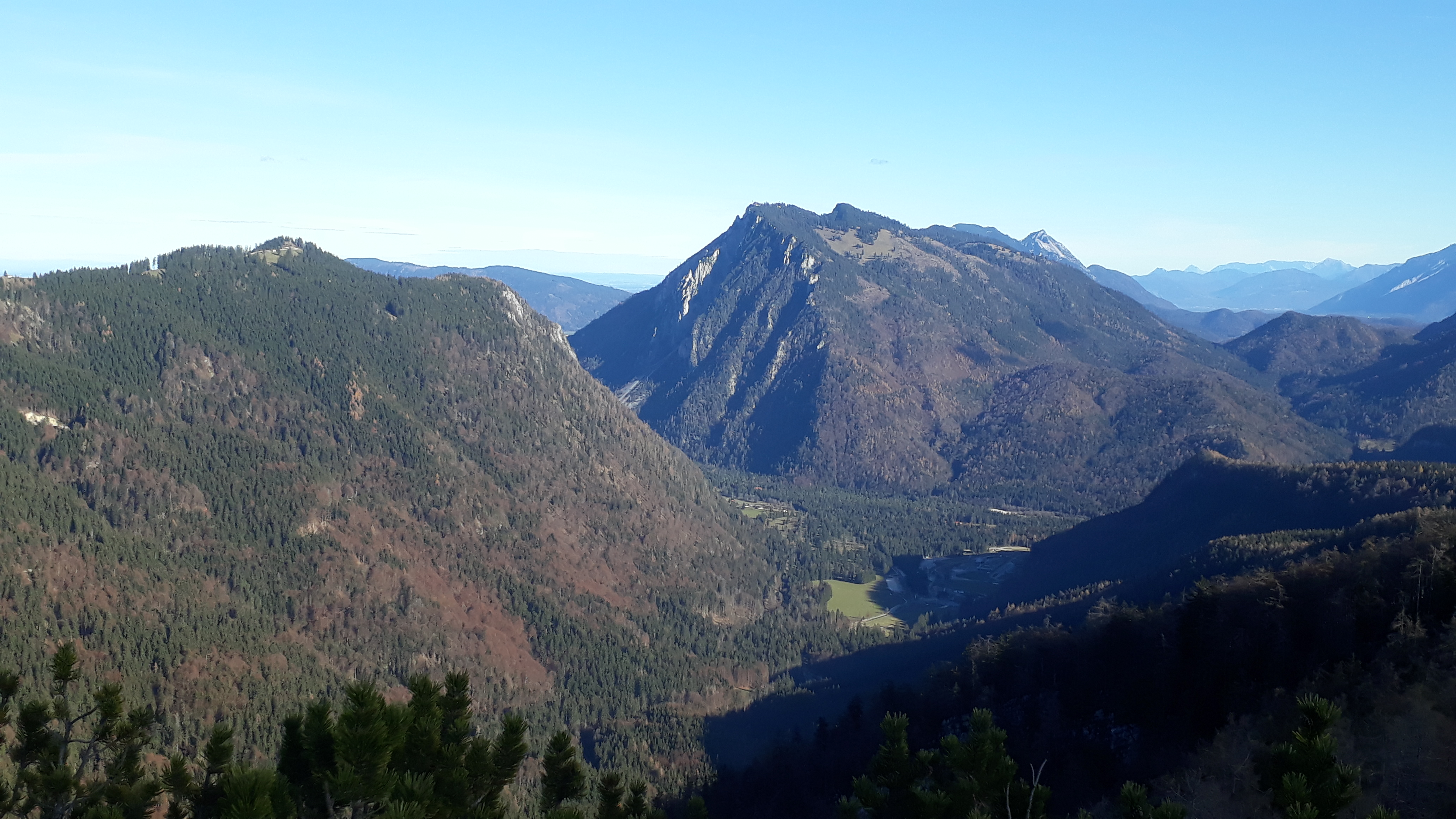
Die Südseite des Unternbergs (links) gesehen von der Schlösselschneid im Südwesten. Rechts anschließend das Rauschberg-Massiv.

Die Staufen-Höllengebirgs-Decke hat die Eisenberg-Schuppe in schrägem Winkel überfahren, so dass sich die mehr oder weniger Ost-West-orientierte Eisenberg-Schuppe von 1,7 Kilometer im Westen auf nur noch 350 Meter im Osten reduziert. Die Nordost- bis Ostnordost-streichende Schrägauffahrung des Wettersteinkalks in den Geschoßwänden hat möglicherweise die kleinen Ost-streichenden Aufschuppungen am Südende der Eisenberg-Schuppe bewirkt. Die großen Querbrüche an der Einsattelung der Unternberg-Alm sind Nordnordost bis Nordost orientiert.
Die Überfahrung der Lechtal-Decke durch die Eisenberg-Schuppe am Nordrand des Unternberg-Massivs streicht Ost bis Ostsüdost. Der Kontakt wird meist von pleistozänem bis holozänem Hangschutt verdeckt, dennoch ist stellenweise die Branderfleck-Formation zu erkennen. Die nördlich vorgelagerte Hügelzone um den Menkenberg stellt einen Ostsüdost-streichenden Sattel dar, der neben der üblichen Abfolge Oberrhätkalk-Jura-Unterkreide vor allem durch die Anwesenheit von Spatkalk-Schichten des Doggers sowie von oberjurassischem Haßlbergkalk charakterisiert wird. Auch hier sind kleinere Nordnordost- bis Nordost-streichende Querbrüche zu verzeichnen. Die Hügelzone wird ebenfalls stark von Hangschutt verhüllt, dennoch lässt sich ablesen, dass die Branderfleck-Formation transgressiv in die Faltenstrukturen hineingreift und somit auf eine präcenomane Verformungsphase hinweist.

## Ökologie
Seit 1956 gehört der Fuß des Bergstocks nordwestlich der Seetraun und westlich von Fritz am Sand und Waich bis auf eine Höhe von 900 Meter zum entlang der Deutschen Alpenstraße befindlichen Landschaftsschutzgebiet Zwing-Sichernau (Nummer LSG-00079.01).